# 스다 마사키의 올 나이트 닛폰
《스다 마사키의 올 나이트 닛폰》(일본어: 菅田将暉のオールナイトニッポン 스다 마사키노 올 나이트 닛폰[*])는 닛폰 방송에서 방송 2017년 4월 4일 (4월 3일 자정)부터 방송 중인 라디오 프로그램이다. 레귤러 퍼스널리티는 스다 마사키.

## 개요
2017년 2월 10일에 〈스다 마사키의 올 나이트 닛폰 GOLD〉에서 스다 처음으로 「홀로 수다」에 도전해, 청취자로부터 이메일을 모집한 결과, 1만 2천통 이상 모집되어, 또한 프로그램 방송 중에 전달된 radiko 스트림 수가 호조를 보인데다가 시간 무료 기능을 이용한 사람이 40% 이상을 기록하여 화제가 되었다.
스다는 그 때 퍼스널리티의 경험에 대해 “시작해 보면 순식간이었지만, 최초 1시간은 지옥이였지요. 자신의 말로 해 나가지 않으면 안되기 때문에, 허둥지둥해 버렸다. 정말로 끔찍했어요. 무시간이라고 하는지, 듣고 있는 사람에겐 10초 정도 소리가 흐르지 않은 것일 수도 있고, 에피소드를 이야기하는 시작도 엉망하거나”라고 고생을 말하는 것에도 “후반은 굉장히 즐거웠지요.  이렇게 즐거워도 좋은 걸까”라고 말하고 있다.
그 후, 2017년 3월 8일에 〈닛폰 방송 “봄의 신 프로그램” 퍼스널리티 발표 기자 회견〉이 이루어지고 그 속에서 스다 마사키가 올 나이트 닛폰의 레귤러 퍼스널리티가 되는 것이 발표되었다. 이번 기용에 대해 올 나이트 닛폰 치프 디렉터 후지와라 유스케는 〈인기, 지명도는 물론〉 〈본 자신을 드러내는 것에 긍정적인 라디오 너머에 있는 청취자 개개인을 즐겁게 하려고 하는 의지가 강한 프로그램을 함께 만들어 가자는 동기가 높고, 제조업을 즐길 수있는 사람이라는 곳에 스다 씨에게 부탁하려고 생각했습니다〉라고 기용 이유에 대해 설명한 다음, 올 나이트 닛폰 (화요일부터 일요일 1시 ~ 3시간)의 주요 청취자 층인 10대에서 20대 초반을 중심으로 〈마음에 박힌다 같은 “인간·스다 마사키”의 매력이 묻어난다〉라는 프로그램 내용이 된다면 좋겠다고 밝히면서, 〈한 사람의 24세 청년이 지금 무엇에 주목하고, 무엇을 재미있다고 느끼고, 무엇에 불만을 품고 무엇에 감동하는지 등 배우로서가 아닌 스다 씨의 꾸밈없는 매력이 나오도록 노력해  가고 싶다고 생각합니다〉라고 기대를 걸었다.

## 코너

### 현재 코너
- 도쿄 다스 컬렉션(東京ダースーコレクション)

- 월요일 엔터테인먼트 아카데미(月曜エンタメアカデミー)

- 짧은 샹크의 하늘에(ショートシャンクの空に)

### 과거의 코너
- 스다★희★왕(菅田★戯★王) ( ~ 2018년 6월 4일, 2018년 9월 17일, 2019년 10월 7일)

- 100파 만화!(100パー漫画!) ( ~ 불명)

## 테마 곡·BGM
- 오프닝: Herb Alpert & The Tijuana Brass 〈BITTERSWEET SAMBA〉

- 도쿄 다스 컬렉션: 체인스모커스 〈#Selfie〉

- 월요일 엔터테인먼트 아카데미: 표트르 차이콥스키 〈현악사중주 제1번 안단테 칸타빌레〉

- 엔딩: 구 구 돌스 〈Here Is Gone〉

## 방송 시간
- 화요일 1:00-3:00 (월요일 자정)

### 퍼스널리티
- 스다 마사키

## 스태프
- 감독 : 노가미 다이키
- 구성 : 후쿠다 타쿠야, 트루먼 쇼
- 믹서 : 와카바야시 치마 (2021년 2월 졸업) → 오사와 카즈타카 (2021년 3월부터)

## 결방 사례 (대타 진행자)

### 2017년
- 5월 29일 - 크림시츄[6]

### 2018년
- 1월 1일 - 축구 중계
- 8월 27일 - 바카리즈무 (웃음 라디오 스타 위크의 일환)
- 10월 22일 - 요시오카 키요에
- 12월 24일 - Kis-My-Ft2 (올 나이트 닛폰 라디오·자선·뮤직 손)
- 12월 31일 - 산시로오 (산시로오의 올 나이트 닛폰 2019 신춘 첫 웃음 스페셜 1부)

### 2019년
- 1월 21일 - 치바 유다이
- 9월 2일 - 데가와 테츠로·호리우치 켄
- 11월 4일 - 마에다 유지 (게스트: 오쿠라 타다요시 (칸쟈니∞)
- 12월 16일 - 나카무라 토모야

### 2020년
- 1월 6일 - 밀크 보이
- 4월 27일 - 니시카와 타카노리 (※ 이 날은 정상적으로 방송할 예정이었지만, 컨디션 불량이 되었기 때문에 2일 전에 급거 결정)
- 9월 21일 - 히가시노 코지 (웃음 라디오 스타 위크의 일환)
- 12월 21일 - 나스카와 텐신

### 2021년
- 1월 4일 - 마지카루 러블리
- 1월 25일 - 호리우치 켄·데가와 테츠로
- 6월 21일 - 신 에반게리온의 올 나이트 닛폰[7]
- 8월 23일 - 마츠자카 토리